# Lou de Laâge
Lou de Laâge (Bordeaux, 27 aprile 1990) è un'attrice francese.

## Biografia
Nata a Bordeaux, dopo aver conseguito il diploma, si trasferisce a Parigi, dove frequenta l'École Claude Mathieu per tre anni. Dopo aver iniziato la carriera come modella, apparendo in una campagna commerciale per il marchio di cosmetici Bourjois nel 2009, inizia a recitare per la televisione, il cinema ed il teatro. L'interpretazione in Jappeloup le ha valso la candidatura al Premio César per la migliore promessa femminile, mentre nel 2016 riceve il Premio Romy Schneider. Nel 2023 recita nel ruolo di protagonista nel film di Woody Allen Un colpo di fortuna - Coup de chance.

## Filmografia

### Cinema
- J'aime regarder les filles, regia di Frédéric Louf (2011)
- Nino (Une adolescence imaginaire de Nino Ferrer), regia di Thomas Bardinet (2011)
- Benvenuti a Saint-Tropez (Des gens qui s'embrassent), regia di Danièle Thompson (2013)
- Jappeloup, regia di Christian Duguay (2013)
- Le Ballon de rouge, regia di Sylvain Bressollette (2013) - cortometraggio
- Respire, regia di Mélanie Laurent (2014)
- L'attesa, regia di Piero Messina (2015)
- Agnus Dei (Les Innocents), regia di Anne Fontaine (2016)
- Bianca come la neve (Blanche comme neige), regia di Anne Fontaine (2019)
- Il ballo delle pazze (Le Bal des folles), regia di Mélanie Laurent (2021)
- Black Box - La scatola nera (Boîte noire), regia di Yann Gozlan (2021)
- Alla vita (Tu choisiras la vie), regia di Stéphane Freiss (2022)
- Un colpo di fortuna - Coup de chance (Coup de Chance), regia di Woody Allen (2023)

### Televisione
- La storia di Bianca e Neve (La nouvelle Blanche-Neige), regia di Laurent Bénégui (2011)
- Anna Karenina, regia di Christian Duguay (2013)
- Étoile - serie TV, 8 episodi (2025)

## Riconoscimenti
- Premio César
  - 2014 – Candidatura Migliore promessa femminile per Jappeloup
  - 2015 – Candidatura Migliore promessa femminile per Respire

- Premio Lumière
  - 2015 – Candidatura Migliore promessa femminile per Respire

## Doppiatrici italiane
Nelle versioni in italiano delle opere in cui ha recitato, Lou de Laâge è stata doppiata da:	
- Domitilla D'Amico in Anna Karenina, Un colpo di fortuna - Coup de Chance
- Valentina Favazza in Agnus Dei
- Martina Felli in Black Box - La scatola nera
- Roisin Nicosia in Étoile